# Ranunculus diffusus
Ranunculus diffusus är en ranunkelväxtart som beskrevs av Dc.. Ranunculus diffusus ingår i släktet ranunkler, och familjen ranunkelväxter. Inga underarter finns listade i Catalogue of Life.